# 比洛希爾亞 (扎波羅熱州)
47°31′34″N 35°59′26″E / 47.52611°N 35.99056°E
比洛希爾亞（烏克蘭語：Білогір'я）是位於烏克蘭東南部的村莊，由扎波羅熱州波洛希區的小托克馬奇卡市鎮負責管轄。該村始建於1770年，面積1.58平方公里，海拔高度69米，2001年人口315，人口密度每平方公里199.4人。